# جيري أتكن
جيري أتكن (بالإنجليزية: Jerry Atkin)‏ هو مسير أعمال أمريكي، ولد في 27 فبراير 1949.